# Warmblood Holandês
O Warmblood Holandês é uma raça de cavalo de sangue quente, registrada pela Koninklijk Warmbloed Paardenstamboek Nederland (trad: Cavalo Real de Sangue Quente Studbook dos Países Baixos (conhecidos pela sigla KWPN)), na qual sendo uma raça competitiva de adestramento e saltos. Ele seria uma mescla dos cavalos da raça Dutch Harness Horse com o Gelderlander, e raças da América do Norte. Através de um programa de desenvolvimento da raça que começou em 1960, o Warmblood Holandês é um das raças mais vitorias em competições.

## História
Antes da Segunda Guerra Mundial, nos Países Baixos havia dois tipos de cavalo de utilidade: os Gelderlanders criados no sul sob o cavalo Studbook Gelderlander (1925) e os cavalos de Groningen. Criados no norte sob a NWP (1943) O Groningen foi, e ainda é, um cavalo warmblood peso pesado muito de similar ao da Alt-Oldenburger e East Friesian. Estes dois registros fundiram para formar o Studbook Real Warmblood dos Países Baixos (KWPN).
Hoje o Warmblood Holandês é um dos cavalos muito utilizados para competições olímpicas, sobretudo adestramento e saltos.

## Famosos KWPN
- Hickstead - Cavalo campeão olímpico de saltos em 2008.
- Valegro - Campeão olímpico Adestramento em 2012 e 2016